# Silvia Navarro (Handballspielerin)
Silvia Navarro Giménez (* 20. März 1979 in Valencia) ist eine spanische Handballspielerin.

## Vereinskarriere
Navarros erste Profistation war der spanische Erstligist Milar L’Eliana aus ihrer Geburtsstadt Valencia, mit dem sie 1998 und 1999 sowohl die spanische Meisterschaft als auch den spanischen Pokal gewann. Ab 1999 lief die Torhüterin für den Ligakonkurrenten El Ferrobús Mislata auf, mit dem sie in der Saison 1999/2000 den EHF-Pokal gewann. Im Sommer 2004 kehrte sie zu ihrem ehemaligen Verein zurück, der sich zwischenzeitig in Astroc Sagunto umbenannt hatte. Mit Astroc Sagunto gewann sie ein Jahr später ihren dritten Meistertitel.
Navarro schloss sich im Sommer 2006 dem spanischen Erstligisten SD Itxako an. Mit dem Verein aus Estella-Lizarra gewann sie 2009, 2010, 2011 und 2012 die spanische Meisterschaft, 2010, 2011 und 2012 den spanischen Pokal sowie den EHF-Pokal 2008/2009. 2012 geriet der Verein in finanzielle Schwierigkeiten und war mit den Gehaltszahlungen mehrere Monate in Verzug, daraufhin wechselte Navarro zur Saison 2012/13 zum rumänischen Erstligisten CS Oltchim Râmnicu Vâlcea, mit dem sie die nationale Meisterschaft gewann. Anschließend schloss sie sich dem spanischen Verein Rocasa Gran Canaria an. Mit Rocasa errang sie 2019 die spanische Meisterschaft, 2015 und 2017 den spanischen Pokal, 2015/2016 und 2018/2019 den EHF Challenge Cup sowie 2021/2022 dessen Nachfolgewettbewerb, den EHF European Cup. Nach einer bei der Europameisterschaft 2022 erlittenen Verletzung fiel Navarro für den Rest der Spielzeit 2022/2023 aus, zur Saison 2023/2024 steht sie wieder im Aufgebot ihres Teams.

## In der Nationalmannschaft
Navarro bestritt erstmals am 4. April 1996 ein Spiel für eine spanische Nachwuchsauswahl. Bis zum 12. August 1999 absolvierte sie 14 Länderspiele für die spanische Jugendnationalmannschaft sowie 28 Partien für die spanische Jugendnationalmannschaft. Mit der Jugendauswahl gewann sie im Jahr 1997 die Goldmedaille bei der U-17-Europameisterschaft.
Am 29. Oktober 1998 sie ihr Debüt für die spanische A-Nationalmannschaft. Mit Spanien gewann sie die Bronzemedaille bei der Weltmeisterschaft 2011, die Bronzemedaille bei den Olympischen Spielen 2012, die Silbermedaille bei der Europameisterschaft 2014 sowie die Silbermedaille bei der Weltmeisterschaft 2019. Weiterhin nahm sie an den Olympischen Spielen 2016 sowie an den Olympischen Spielen 2020 teil. Bei der Europameisterschaft 2022 zog sie sich im ersten Vorrundenspiel am 16. November 2022 gegen Montenegro einen Kreuzbandriss sowie einen Innenmeniskusriss zu und musste das Turnier vorzeitig beenden.

## Ehrungen
Das Comité Olímpico Español zeichnete Navarro im Dezember 2023 mit dem Orden Olímpica aus.